# Anigrus bergrothi
Anigrus bergrothi är en insektsart som först beskrevs av Frederick Arthur Godfrey Muir 1927.  Anigrus bergrothi ingår i släktet Anigrus och familjen Meenoplidae. Inga underarter finns listade i Catalogue of Life.